# Lustracja
Lustracja (z łac. lustrare – „oczyszczać”, „poświęcać”) – procedura przeglądu, weryfikacji i oceny dotycząca określonych obiektów (np. instytucji, dokumentów), osób, grup społecznych, kategorii społeczno-zawodowych i organizacji.
Podstawą lustracji są przepisy prawa.
Lustracja może być przeprowadzana w oparciu o rozmaite kryteria:
- kwalifikacje (zdrowotne, zawodowe) do wykonywania określonych czynności lub sprawowania określonej funkcji
- zgodność podejmowanych decyzji z obowiązującym prawem (kryterium legalności)
- gospodarność środkami publicznymi (kryterium gospodarności)
- zgodność oświadczenia lustracyjnego z prawdą.